# Lijst van rijksmonumenten op Fort Blauwkapel
Op en rond het terrein van Fort Blauwkapel bevinden zich de volgende 20 rijksmonumenten:
| Object                                                                             | Oorspronkelijke functie?  | Bouwjaar               | Architect | Locatie                                                                          | Coördinaten?                | Nr.?   | Afbeelding        |
| ---------------------------------------------------------------------------------- | ------------------------- | ---------------------- | --------- | -------------------------------------------------------------------------------- | --------------------------- | ------ | ----------------- |
| Nieuwe Hollandse Waterlinie Cluster 33 Fort Blauwkapel: Fortaanleg met aardwerken. | Fort, vesting en -onderdl |                        |           | Kapelweg                                                                         | 52° 6' 53" NB, 5° 8' 17" OL | 532329 | Meer afbeeldingen |
| Fort Blauwkapel: Bomvrij wachthuis A op het reduit.                                | Bomvrij militair object   | 1849-1852              |           | Bastionweg 2                                                                     | 52° 6' 52" NB, 5° 8' 16" OL | 532330 | Meer afbeeldingen |
| Fort Blauwkapel: Bomvrije kazerne C.                                               | Bomvrij militair object   | 1874                   |           | Kapeldwarsweg 18                                                                 | 52° 6' 58" NB, 5° 8' 25" OL | 532331 | Meer afbeeldingen |
| Fort Blauwkapel: Fundament bomvrij (wacht)gebouw D.                                | Bomvrij militair object   | 1873-1875              |           |                                                                                  | 52° 7' 1" NB, 5° 8' 22" OL  | 532332 | Meer afbeeldingen |
| Fort Blauwkapel: Bomvrij gebouw G / Schuilplaats.                                  | Bomvrij militair object   | 1873-1875              |           | Noordoostelijk bastion                                                           | 52° 7' 0" NB, 5° 8' 26" OL  | 532333 | Meer afbeeldingen |
| Fort Blauwkapel: Bomvrij gebouw L / Verbruiksmagazijn.                             | Bomvrij militair object   | 1873-1875              |           | Noordoostelijk bastion                                                           | 52° 7' 0" NB, 5° 8' 27" OL  | 532334 | Upload foto       |
| Fort Blauwkapel: Bomvrij gebouw H / Schuilplaats.                                  | Bomvrij militair object   | 1873-1875              |           | Noordoostelijk bastion                                                           | 52° 6' 59" NB, 5° 8' 27" OL | 532335 | Upload foto       |
| CFort Blauwkapel: Bomvrij gebouw I / Schuilplaats.                                 | Bomvrij militair object   | 1873-1875              |           | In oostelijke courtinewal                                                        | 52° 6' 56" NB, 5° 8' 25" OL | 532336 | Meer afbeeldingen |
| Fort Blauwkapel: Bomvrij gebouw M / Verbruiksmagazijn.                             | Bomvrij militair object   | 1873-1875              |           | In oostelijke courtinewal                                                        | 52° 6' 56" NB, 5° 8' 25" OL | 532337 | Meer afbeeldingen |
| Fort Blauwkapel: Fortwachterswoning.                                               | Bijgebouwen               | 1883                   |           | Kapelweg 9                                                                       | 52° 6' 53" NB, 5° 8' 20" OL | 532338 | Meer afbeeldingen |
| Fort Blauwkapel: Loods / Barak (a1).                                               | Bijgebouwen               | 1882-1883              |           | Kapelweg 7                                                                       | 52° 6' 55" NB, 5° 8' 20" OL | 532339 | Meer afbeeldingen |
| Fort Blauwkapel: Houten loods (a3).                                                | Bijgebouwen               | 1885-1886              |           | Kapelweg 1                                                                       | 52° 6' 53" NB, 5° 8' 20" OL | 532340 | Meer afbeeldingen |
| Fort Blauwkapel: Schuilplaatsen Type 1918 / I.                                     | Bomvrij militair object   | 1914-1918              |           | Op het noordoostelijk bastion en in de berm van de Bastionweg naast de spoorlijn | 52° 6' 59" NB, 5° 8' 27" OL | 532341 | Meer afbeeldingen |
| Fort Blauwkapel: Groepsschuilplaatsen Type P.                                      | Bomvrij militair object   | 1939-1940              |           | Op het oostelijk fortterrein en op het reduit                                    | 52° 6' 60" NB, 5° 8' 23" OL | 532342 | Meer afbeeldingen |
| Fort Blauwkapel: Restanten van loopgraven.                                         | Versperring               | 1939-1940              |           | Op het zuidoostelijk deel van het fort                                           | 52° 6' 52" NB, 5° 8' 22" OL | 532343 | Upload foto       |
| Fort Blauwkapel: Betonblokken van (Tank)versperringen.                             | Versperring               | 1935-1940 en 1944-1945 |           | Noord- en zuidzijde van het fort                                                 | 52° 7' 5" NB, 5° 8' 24" OL  | 532344 | Meer afbeeldingen |
| Fort Blauwkapel: Brug naar het reduit.                                             | Versperring               | 1850                   |           |                                                                                  | 52° 6' 50" NB, 5° 8' 15" OL | 532345 | Meer afbeeldingen |
| Bij Fort Blauwkapel: Groepsschuilplaatsen Type P.                                  | Fort, vesting en -onderdl | 1939-1940              |           |                                                                                  | 52° 6' 56" NB, 5° 8' 36" OL | 532347 | Upload foto       |
| Bij Fort Blauwkapel: Betonnen gevechtsloopgraaf.                                   | Open verdedigingswerk     | 1939-1940              |           |                                                                                  | 52° 7' 0" NB, 5° 8' 34" OL  | 532348 | Upload foto       |
| Bij Fort Blauwkapel: Schut / sluisje.                                              | Open verdedigingswerk     | 1874                   |           |                                                                                  | 52° 6' 54" NB, 5° 8' 33" OL | 532349 | Meer afbeeldingen |